# Andrea Stašková
Andrea Stašková (* 12. Mai 2000 in Znojmo) ist eine tschechische Fußballspielerin. Seit 2018 ist die Mittelstürmerin auch tschechische A-Nationalspielerin.

## Karriere

### Vereine
Stašková begann ihre fußballerische Laufbahn in ihrer Heimatstadt beim 1. SC Znojmo, schloss sich aber bald der Jugend von Sparta Prag an. Dort stieg sie 2016 in den Kader der Profimannschaft auf und entwickelte sich bald zu einer der Schlüsselspielerinnen. 2018 und 2019 wurde sie als unumstrittene Stammspielerin mit ihrem Verein tschechische Meisterin und gewann auch den tschechischen Fußballpokal. Insbesondere in der Saison 2017/18 trug sie mit 32 Treffern in 20 Ligaspielen maßgeblich zum Titelgewinn bei. Bei der Wahl zur Fußballerin des Jahres wurde sie entsprechend ihrer Leistungen jeweils zum Talent des Jahres gewählt.
Durch ihre herausragenden Scorerwerte aufmerksam geworden, verpflichtete Juventus Turin Stašková im Sommer 2019. In Italien spielte sie sich ebenfalls sofort in der Stammelf fest, konnte aber in der stärkeren italienischen Liga nicht an ihre Trefferquoten aus Tschechien anknüpfen. Gleichwohl trug sie mit insgesamt 15 Treffern in drei Jahren dazu bei, dass Juventus in den Jahren 2020, 2021 und 2022 jeweils den Meistertitel und 2022 auch die Coppa Italia gewann. 2021 und 2022 wurde Stašková jeweils zur Fußballerin des Jahres gewählt. Nach einer einjährigen Tätigkeit bei Atlético Madrid und eher enttäuschenden drei Ligatreffern kehrte sie im Sommer 2023 nach Italien zurück und schloss sich dort der AC Mailand an. 2024 zog sie – wiederum nach nur einer Saison – zu Galatasaray Istanbul weiter.

### Nationalmannschaft

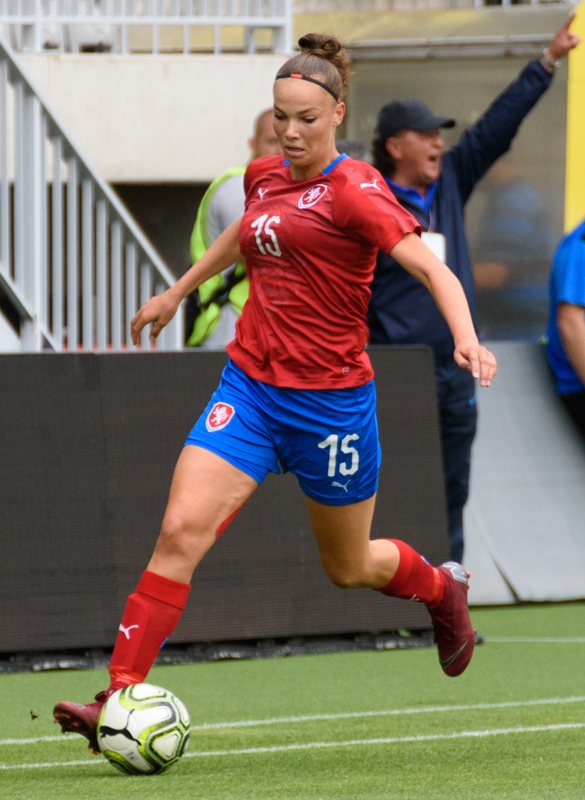
Andrea Stašková für Tschechien (2018)

Stašková spielte sowohl für die tschechische U17-Nationalmannschaft als auch für die U19-Mannschaft. Mit der U17 nahm sie 2016 an der Europameisterschaft teil, schied jedoch mit ihrer Mannschaft in der Vorrunde aus. Auch bei der Europameisterschaft im folgenden Jahr im eigenen Land schied sie mit ihrer Mannschaft in der Vorrunde aus.
Für die tschechische A-Nationalmannschaft debütierte sie beim 4:1-Sieg im WM-Qualifikationsspiel gegen die Färöer am 12. Juni 2018, als sie in der 64. Spielminute für Lucie Voňková eingewechselt wurde. Beim 7:0-Sieg gegen Moldau am 30. August 2019 erzielte sie ihren ersten Länderspieltreffer. Beim 3:3-Unentschieden im Freundschaftsspiel gegen Ungarn am 7. Oktober 2022 erzielte sie alle drei Treffer für ihre Mannschaft. Die Qualifikation für ein größeres Turnier gelang ihr bislang nicht.

## Privates
Andrea Stašková verlobte sich im Dezember 2023 mit ihrer langjährigen Lebensgefährtin Tereza.